# Sarab-e Bahram
Sarab-e Bahram (la fontaine de Bahram), est un village situé à proximité de Nurabad, au Nord-Ouest de la Province de Fars, en Iran. Il abrite un site rupestre Sassanide attribué à Bahram II.

## Le site rupestre
Le relief également appelé Naqsh-e Bahram (ou image de Bahram), est taillé dans la roche au-dessus de la source du même nom (Cheshm-e Sarab Bahram ou œil de Bahram). Ce relief présente la particularité de n’être ni une scène d’investiture, ni une scène de triomphe, thèmes majeurs de l’art rupestre sassanide, mais une scène d'audience, ou d'hommage. Le panneau montre au centre le roi Bahram II de face, assis sur un trône, mains posées sur le pommeau de son épée piquée au sol. La position assise de face est une innovation dans le style iconographique Sassanide, elle est reprise par la suite suivant les mêmes proportions et conventions par Shapur II à Bishapour. Bahram II est entouré de quatre de ses proches (deux de chaque côté). Les motifs de fleur et de ciseaux présents sur les coiffures des deux personnages représentés à la droite du souverain semblent identifier le prêtre Kartir, et le grand vizir Babak. Chacun des dignitaires est représenté en une attitude de soumission et/ou de respect au roi, main fermée à hauteur du visage, index en haut, recourbé et dirigé vers le monarque. Suivant les conventions orientales de ce type de représentation, les proportions de la figure royale sont augmentées par rapport à celles des dignitaires, ce qui permet ainsi au roi de dominer ses sujets. Le site choisi par Bahram II est à l'instar de nombreux reliefs iraniens situé à proximité de l'eau, mais il reste propre à Bahram II, n'ayant jamais été sculpté auparavant ni après son règne.

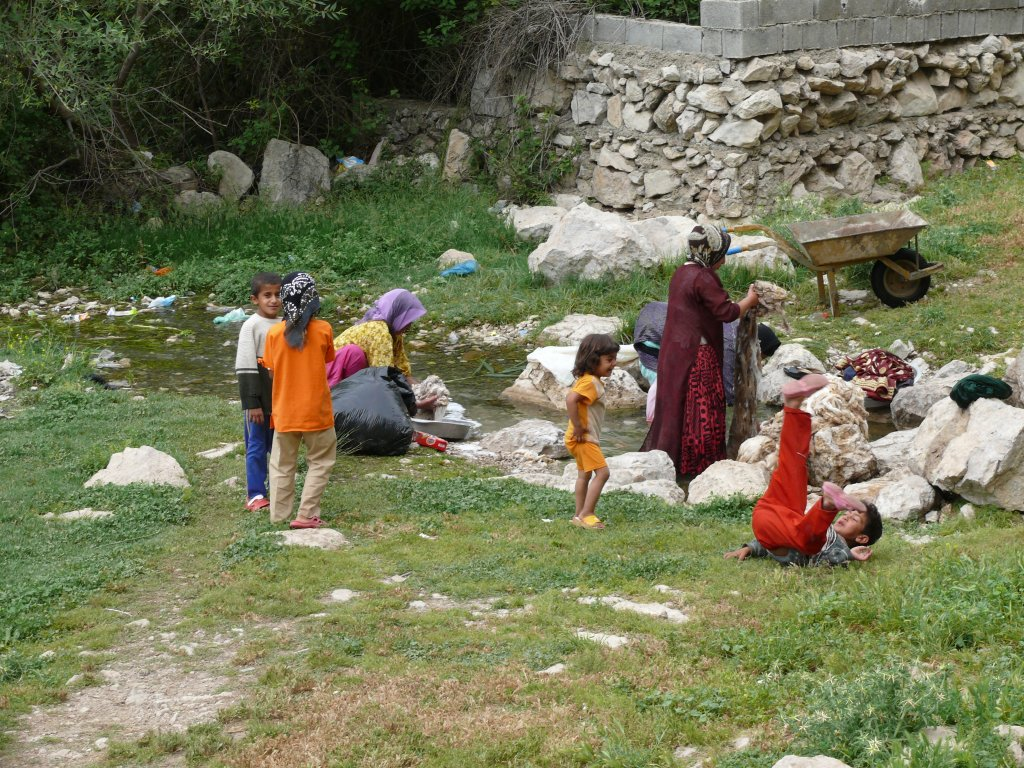
Source de Sarab-e Bahram

## Sources
- (fr) Louis Vanden Berghe,  Reliefs rupestres de l'Iran ancien :  Bruxelles, Musées royaux d’arts et d’histoire. Brussels : Les musées, 1984, 207pp.
- (en) Emma Thompson, Composition and Continuity in Sasanian Rock Reliefs, Iranica Antiqua 2008 ; XLIII : 299-358.
- (en) Werner Felix Dutz & Sylvia S. Matheson, From Pasargadae to Darab (Archeological sites in Fars II). Farhangsara (Yassavoli publications), Téhéran, 1997.101pp  (ISBN 9643060500)